# SU-76
De SU-76 of SOe-76  (Russisch: СУ-76) was een Russische tankjager die werd gebruikt tijdens de Tweede Wereldoorlog. De 76 in de naam staat voor het kaliber van kanon; 76,2 mm.

## Productie
Het pantserrupsvoertuig werd geproduceerd op het verlengde onderstel van de lichte T-70-tank in de periode van 1942 tot 1945. Omdat dit zo'n simpel ontwerp was, is de SU-76 de meest geproduceerde pantserrupsvoertuig na de T-34. De SU-76 werd vaak suki (teef) of suchka (kleine hoer) genoemd omdat het een oncomfortabel voertuig was. Desondanks was de SU-76 erg geliefd om zijn eenvoud en robuustheid.

## Geschiedenis
In november 1942 wilde het Nationaal Verdedigingscomité een tankjager die werd geproduceerd op het onderstel van de T-70. Omwille van een betere stabiliteit plaatste men aan beide kanten van het voertuig een extra wiel. De eerste versies van de SU-76 waren uitgevoerd met twee GAZ-202 motoren, een voor elke rupsband. Het bleek dat de bestuurders veel moeite hadden deze twee motoren te besturen en dat de motoren vaak uitvielen. De eerste versies van SU-76 waren volledig bepantserd en dit kwam met een nadeel; omdat het kanon na gebruik veel gassen uitstootte werd het erg moeilijk voor de bemanning om te ademen. Nadat er 320 exemplaren waren geproduceerd, werd de massaproductie stilgelegd om de problemen op te lossen. Latere versies kregen andere motoren, een andere motoropstelling en het gehele dak werd verwijderd.